# Крал на ринга (1995)
Крал на ринга (1995) (на английски: King of the Ring) е третото годишно pay-per-view събитие от поредицата Крал на ринга, продуцирано от Световната федерация по кеч (WWF). Събитието се провежда на 25 юни 1995 г. във Филаделфия, Пенсилвания.

## Обща информация
Основното събитие е отборен мач, в който Световният шампион в тежка категория на WWF Дизел и Бам Бам Бигелоу се изправят срещу Татанка и Психаря Сид. Дизел печели мача, като тушира Татанка. Основните мачове на ъндъркарда са Брет Харт срещу Джери Лоулър в мач „Целуни ми крака“ и финала на Кралят на ринга, в който Мейбъл се изправя срещу Савио Вега.
Това PPV до известна степен сред феновете на WWE, се счита за едно от най-лошите, продуцирани от компанията.
Тъй като събитието се провежда във Филаделфия, присъстват много познати лица от ECW Арена. По време на финала на „Крал на ринга“ между Мейбъл и Савио Вега, тези фенове започват да скандират „ECW, ECW“ в знак на протест срещу това, което гледат на ринга. Тази публична подкрепа на ECW привлича вниманието на Винс Макмеън и по-късно той урежда малки истории на инвазия, включващи кечисти на ECW през 1996 и 1997 г. със съдействието на Пол Хеймън.

## Резултати
| №                                         | Резултати                                                                                | Правила                              | Време |
| ----------------------------------------- | ---------------------------------------------------------------------------------------- | ------------------------------------ | ----- |
| 1                                         | Савио Вега (с Рейзър Рамон) побеждава Ървин Р. Шистър (с Тед Дибиаси)                    | Квалификационен мач за Крал на ринга | 05:01 |
| 2                                         | Савио Вега (с Рейзър Рамон) поб. Йокозуна (с Мистър Фуджи и Джим Корнет) чрез отброяване | Четвъртфинал за Крал на ринга        | 08:24 |
| 3                                         | Роуди (с Джеф Джарет) поб. Боб Холи                                                      | Четвъртфинал за Крал на ринга        | 07:11 |
| 4                                         | Кама (с Тед Дибиаси) срещу Шон Майкълс приключва с равенство                             | Четвъртфинал за Крал на ринга        | 15:00 |
| 5                                         | Мейбъл (с Mo) поб. Гробаря (с Пол Беърър)                                                | Четвъртфинал за Крал на ринга        | 10:44 |
| 6                                         | Савио Вега (с Рейзър Рамон) поб. Роуди (с Джеф Джарет)                                   | Полуфинал за Крал на ринга           | 06:36 |
| 7                                         | Брет Харт поб. Джери Лоулър чрез предаване                                               | Мач Целуни ми крака                  | 09:20 |
| 8                                         | Мейбъл (с Mo) поб. Савио Вега                                                            | Финал за Крал на ринга               | 08:32 |
| 9                                         | Дизел и Бам Бам Бигелоу поб. Татанка и Психаря Сид (с Тед Дибиаси)                       | Отборен мач                          | 17:35 |
| - (ш) – указва шампиона/шампионите в мача |                                                                                          |                                      |       |